# 萊薩 (愛達荷州)
萊薩（英語：Letha）是位於美國愛達荷州傑姆縣的一個非建制地區。該地的面積和人口皆未知。

## 地理
萊薩的座標為43°53′40″N 116°38′52″W / 43.89444°N 116.64778°W，而該地的平均海拔高度為696米（即2283英尺）。